# 효자초등학교 (경기)
효자초등학교는 대한민국 경기도 용인시에 있는 공립 초등학교이다.

## 학교 연혁
- 2002년 1월 14일 효자초등학교 설치
- 2003년 3월 1일 초대 고종환 교장선생님 취임
- 2003년 3월 1일 7학급 편성
- 2003년 3월 1일 효자초등학교 개교(7학급)
- 2003년 5월 1일 1학급 증설(8학급 편성)
- 2003년 6월 1일 2학급 증설(10학급 편성)
- 2003년 6월 10일 2학급 증설(12학급 편성)
- 2004년 1월 5일 효자초등학교 병설유치원 설치
- 2004년 2월 14일 제1회 졸업식(57명)
- 2004년 3월 1일 13학급 편성
- 2004년 3월 8일 효자초등학교 병설유치원 개원
- 2005년 2월 17일 제2회 졸업식(57명)
- 2005년 3월 1일 12학급 편성
- 2006년 2월 17일 제3회 졸업식(92명)
- 2006년 3월 1일 제2대 고형환 교장선생님 취임
- 2006년 3월 1일 13학급 편성
- 2006년 7월 4일 1학급 증설(14학급 편성)
- 2006년 8월 24일 1학급 증설(15학급 편성)
- 2006년 8월 30일 3학급 증설(18학급 편성)
- 2007년 2월 15일 제4회 졸업식(92명)
- 2007년 3월 1일 1학급 증설(19학급 편성)
- 2007년 8월 24일 1학급 증설(20학급 편성)
- 2007년 9월 6일 1학급 증설(21학급 편성)
- 2008년 2월 21일 제5회 졸업식(124명)
- 2008년 3월 1일 4학급 증설(25학급 편성)
- 2009년 2월 11일 제6회 졸업식(144명)
- 2009년 3월 1일 1학급 증설(26학급 편성)
- 2010년 2월 11일 제7회 졸업식(144명)
- 2010년 3월 1일 1학급 증설(27학급 편성)
- 2011년 2월 15일 제8회 졸업식(144명)
- 2011년 3월 1일 1학급 증설(28학급 편성)
- 2011년 3월 17일 1학급 증설(29학급 편성)
- 2012년 2월 16일 제9회 졸업식(180명)
- 2012년 3월 1일 2학급 증설(31학급 편성)
- 2013년 2월 15일 제10회 졸업식(172명)
- 2013년 9월 1일 제4대 천병희 교장선생님 취임
- 2014년 2월 14일 제11회 졸업식(174명)
- 2014년 3월 1일 1학급 증설(32학급 편성)
- ????년 ??월 ??일 4학급 증설(36학급 편성)

## 참고 자료
- 효자초등학교 - 한국교육학술정보원 학교알리미